# 21403 Haken
21403 Haken este un asteroid din centura principală de asteroizi.

## Descriere
21403 Haken este un asteroid din centura principală de asteroizi. A fost descoperit pe 20 martie 1998 la Socorro, New Mexico, în cadrul proiectului LINEAR. Asteroidul prezintă o orbită caracterizată de o semiaxă mare de 2,43 ua, o excentricitate de 0,15 și o înclinație de 3,4° în raport cu ecliptica.